# Озургетский троллейбус
Озургетский троллейбус (груз. ოზურგეთის ტროლეიბუსი) — закрытая троллейбусная система в городе Озургети, Грузия, действовавшая с 1980 года по 2005 год.

## История
Троллейбусное движение в Озургети было открыто 29 ноября 1980 года. Первоначально в качестве подвижного состава работали российские троллейбусы ЗиУ-9 и чехословацкие Škoda 14Tr (два троллейбуса такого типа). Изначально существовало 4 маршрута:
- № 1 — от консервного завода в селе Двабзу до городской больницы.
- № 2 — от городского рынка до села Лихаури.
- № 3 — от железнодорожной станции до конца улицы Костава.
- № 4 — кольцевой маршрут, ходивший по центру города.

Пика своего развития озургетский троллейбус достиг в 1990 году, когда на четырех маршрутах работало 22 троллейбуса. Троллейбусного депо в городе не было, его функции выполняла конечная остановка в селе Двабзу, где имелось место для отстоя подвижного состава и смотровая яма с постройками для хранения запчастей и инструментов.
Распад СССР и последующая за ним гражданская война в Грузии больно ударила по озургетскому троллейбусу. Так, в 1992—1993 годах движение троллейбусов было прекращено, в 1994 году возобновилось, но только на двух маршрутах — № 1 и № 4. Троллейбусный парк также сильно уменьшился по причине отсутствия запчастей — более изношенные машины стали донорами для остальных. В 2003 году был закуплен один троллейбус Škoda 9Tr из Поти. Но всеобщая стабилизация в регионах Грузии после революции роз не смогла помочь сильно пострадавшей из-за лихолетья в 1990-х годах троллейбусной системе, что и привело в её закрытию осенью 2006 года. Подвижной состав был списан и порезан на металлолом и теперь о троллейбусе в Озургети напоминают только бывшие разворотные круги в селах Двабзу и Лихаури.